# هانس شنايدر
هانس شنايدر (بالألمانية: Hans-Jochen Schneider) (و. 1923 – 2006 م) هو جيولوجي، وأستاذ جامعي، من ألمانيا، ولد في دريسدن، توفي في زيمباخ آم اين، عن عمر يناهز 83 عاماً.

## مناصب وهيئات
أدار جامعة برلين الحرة.